# Hughie Jacobson
Hugh "Hughie" Jacobson (20 tháng 2 năm 1903 - 1974) là một cầu thủ bóng đá chuyên nghiệp người Anh thi đấu ở vị trí hậu vệ biên.